# Periclimenes forcipulatus
Periclimenes forcipulatus är en kräftdjursart som beskrevs av Bruce 1991. Periclimenes forcipulatus ingår i släktet Periclimenes och familjen Palaemonidae. Inga underarter finns listade i Catalogue of Life.